# Giselle Fernandez
Pour les articles homonymes, voir Fernandez.
Giselle Fernandez est une actrice et réalisatrice américaine née le 15 mai 1961 à Mexico (Mexique).

## Biographie
Elle a participé à la troisième saison de l'émission américaine Dancing with the Stars avec comme partenaire Jonathan Roberts.

## Filmographie

### comme actrice
- 1996 : Access Hollywood
- 1997 : Mother Knows Best (TV) : Newscaster
- 1997 : Des hommes d'influence (Wag the Dog) de Barry Levinson : Female Press Person
- 1997 : Sunset Beach ("Sunset Beach") (série TV) : Reporter (1997)
- 2001 : OleoMed America (TV) : Host
- 2001 : Bodily Sanctions : Victoria Gonzalez
- 2001 : Misconduct of Miss Heather Finn (vidéo) : Denise Lopez
- 2002 : Miss populaire (The Hot Chick) : Newscaster
- 2003 : End Game : Newswoman #1
- 2004 : The MANual (série TV) : Host

### Comme réalisatrice
- 2003 : End Game